# Jerry Hopper
Jerry Hopper (Guthrie, 29 giugno 1907 – San Clemente, 17 dicembre 1988) è stato un regista statunitense.

## Biografia
Dal 1938 al 1945 è stato sposato con l'attrice Marsha Hunt. È morto a causa di un infarto all'età di 81 anni.

## Filmografia parziale

### Cinema
- I pirati della Croce del Sud (Hurricane Smith) (1952)
- La città atomica (The Atomic City) (1952)
- Pony Express (1953)
- Nei mari dell'Alaska (Alaska Seas) (1954)
- Il segreto degli Incas (Secret of the Incas) (1954)
- Anatomia di un delitto (Naked Alibi) (1954)
- Casa da gioco (One Desire) (1955)
- Segnale di fumo (Smoke Signal) (1955)
- La guerra privata del maggiore Benson (The Private War of Major Benson) (1955)
- La giungla del quadrato (The Square Jungle) (1955)
- Come prima... meglio di prima (Never Say Goodbye) (1956)
- Cacciatori di squali (The Sharkfighters) (1956)
- Il tigrotto (The Toy Tiger) (1956)
- Everything But the Truth (1956)
- The Missouri Traveler (1958)
- La valle dei Comanches (Madron) (1970)

### Televisione
- Bachelor Father – serie TV, 15 episodi (1957-1958)
- Carovane verso il West (Wagon Train) – serie TV, 13 episodi (1958-1963)
- Perry Mason – serie TV, 6 episodi (1961-1966)
- Have Gun - Will Travel – serie TV, 4 episodi (1963-1963)
- Il fuggiasco (The Fugitive) – serie TV, 14 episodi (1963-1966)
- La legge di Burke (Burke's Law) – serie TV, 11 episodi (1964-1965)
- La famiglia Addams (The Addams Family) – serie TV, 4 episodi (1964)
- Viaggio in fondo al mare (Voyage to the Bottom of the Sea) – serie TV, 15 episodi (1965-1968)
- L'isola di Gilligan (Gilligan's Island) – serie TV, 7 episodi (1966-1967)